# Kloster St. Marienthal
Kloster St. Marienthal (lateinisch Abbatia Vallis B.M.V.) ist eine Zisterzienserinnen-Abtei in der sächsischen Oberlausitz. Es ist das älteste Frauenkloster des Ordens in Deutschland, das seit seiner Gründung ununterbrochen besteht.

## Lage
St. Marienthal liegt südlich des Stadtkerns der Kleinstadt Ostritz in deren Ortsteil Marienthal direkt am linken Ufer der Lausitzer Neiße, die hier seit 1945 die deutsch-polnische Grenze bildet. Nach Görlitz im Norden beträgt die Entfernung etwa 20 Kilometer.

## Geschichte

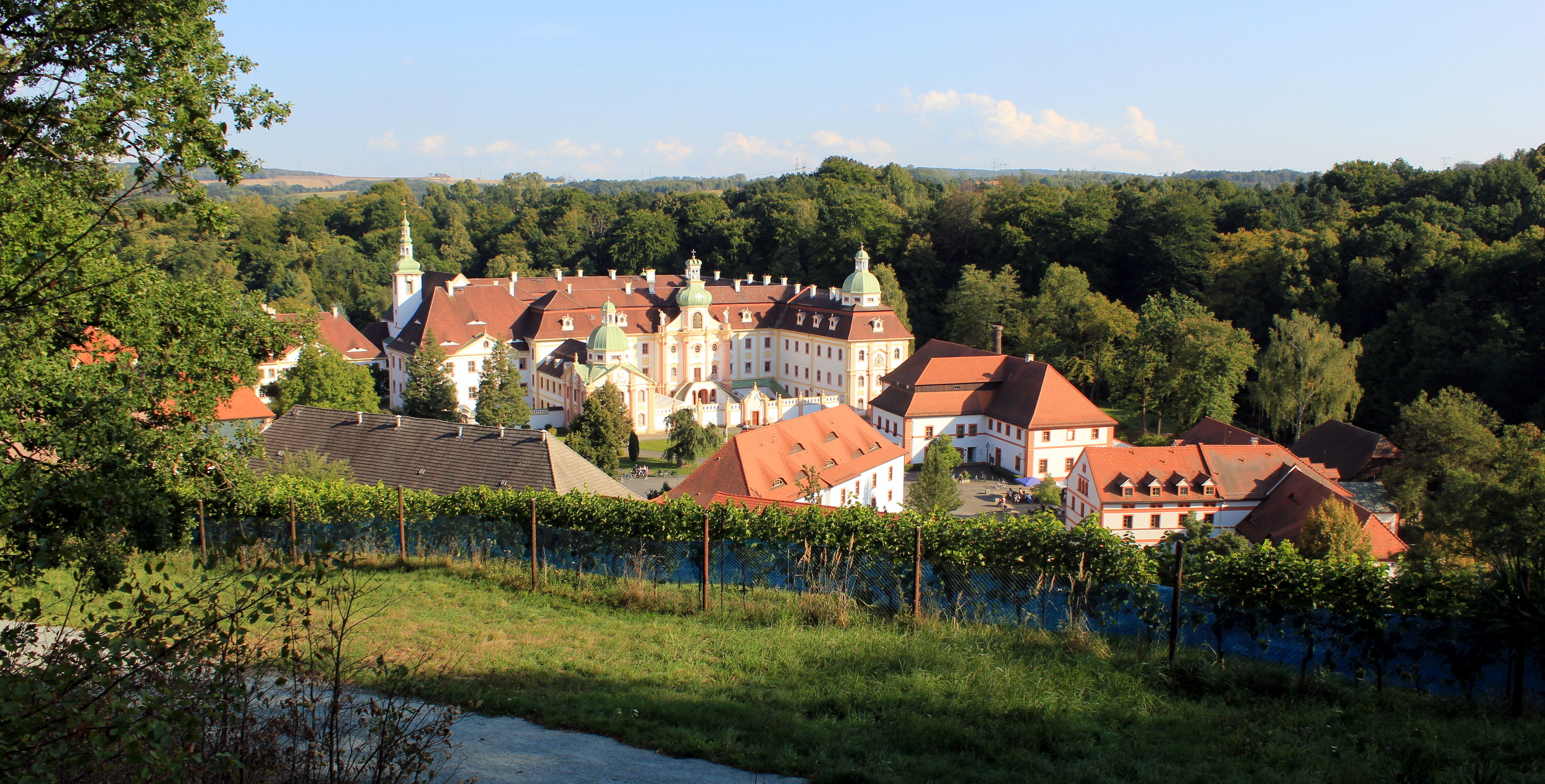
Blick auf das Kloster im Tal der Neiße

Der klösterlichen Überlieferungstradition folgend wurde das Kloster am 14. Oktober 1234 von Kunigunde, Tochter Philipps von Schwaben und Gemahlin Königs Wenzel von Böhmen, in der Nähe eines Handelswegs, der von Prag über Zittau nach Görlitz führte, gegründet. Die entsprechende Urkunde belegt jedoch lediglich die Schenkung des heute wüsten Dorfs Seifersdorf von Kunigunde an einen bereits bestehenden Konvent. Neuere Forschungen deuten darauf hin, dass die ursprüngliche Gründungsinitiative kurz zuvor von den Burggrafen von Dohna ausgegangen sein könnte, die im Begriff waren, um Ostritz eine eigene Herrschaft aufzubauen und in diesem Zusammenhang – als typischen Abschluss erfolgreicher Herrschaftsbildung – Marienthal als Familiengrablege und Ort der Familienmemoria planten. Einige Jahre später hätten dann die Přemysliden im Zuge lehnsrechtlich notwendiger Bestätigungen das Kloster in ihre eigene Herrschaftspolitik eingebunden.

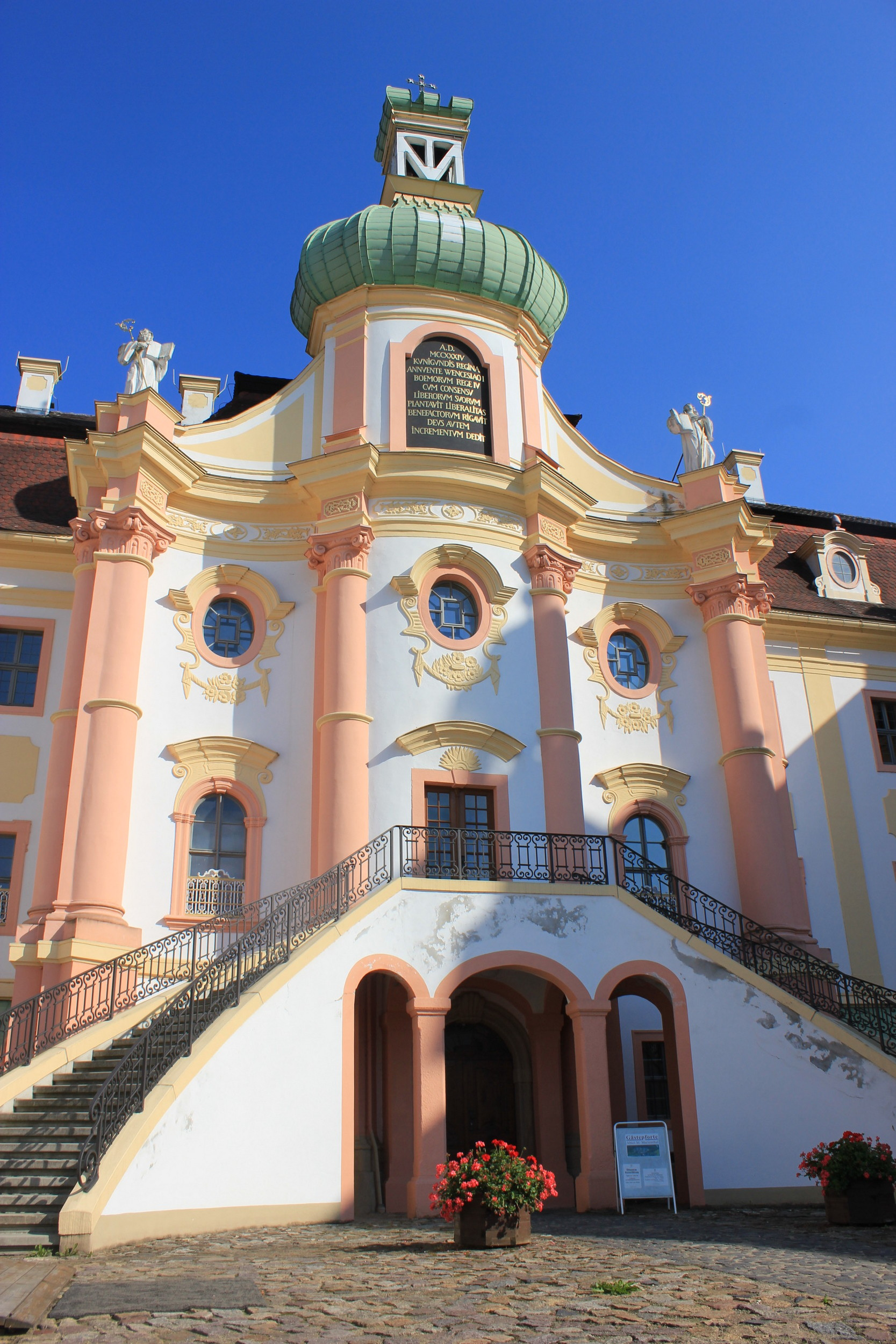
Das barocke Portal der Abtei

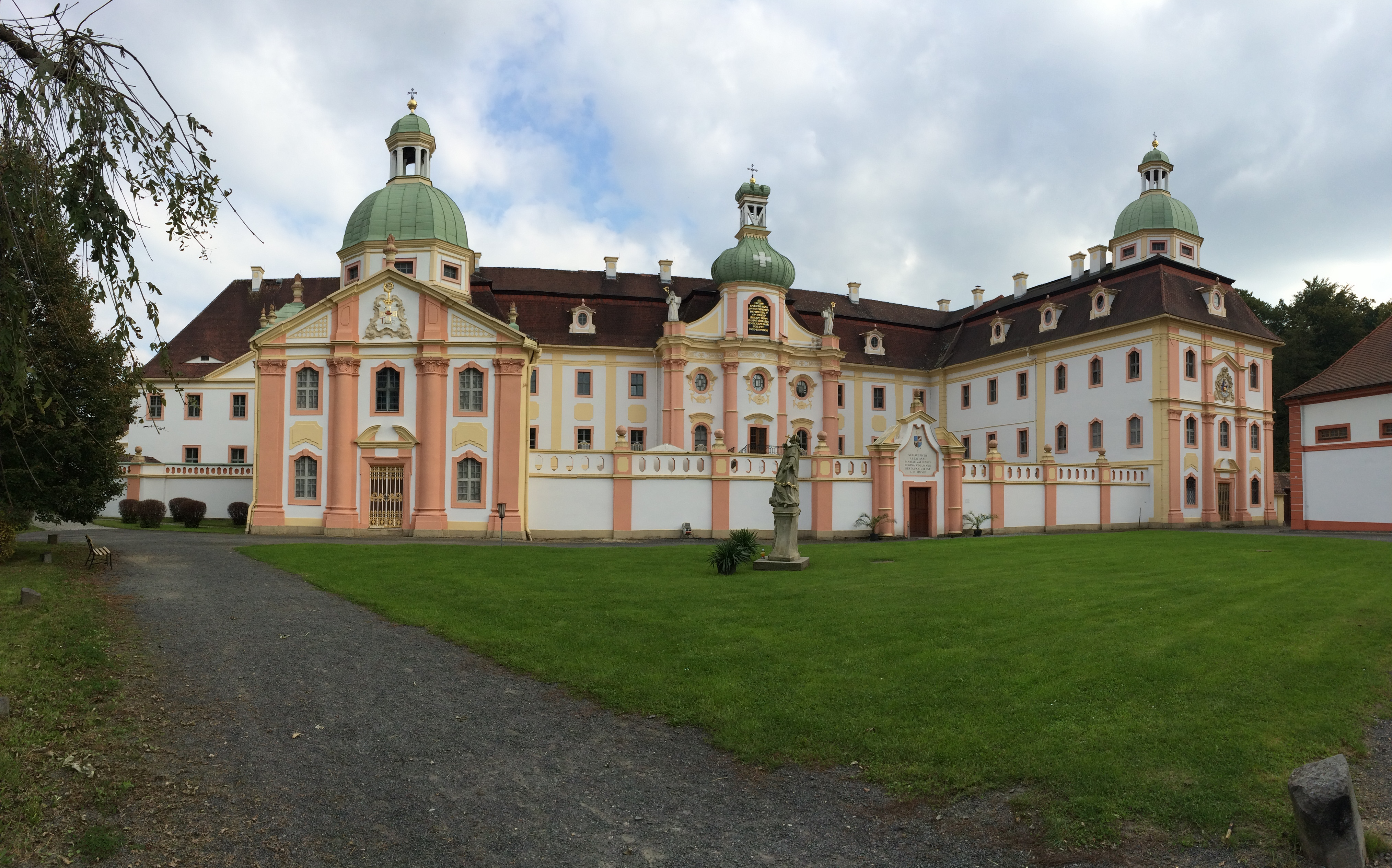
Konventgebäude mit Ehrenhof

Bereits 1235 wurde St. Marienthal dem Zisterzienser-Orden inkorporiert und dessen böhmischer Provinz zugewiesen. Als Visitator fungierte zunächst der Abt vom Kloster Altzella. Nachdem Wenzel die Stiftung unter Vorbehalt der Vogtei 1238 besiegelt hatte, weihte der Prager Bischof, dessen Diözese das ursprünglich dem Meißner Bischof zugeordnete Gebiet zugeschlagen worden war, schon 1245 die Kirche. Erst 1783 wurde die kirchliche Bindung an Prag gelöst und das Kloster dem Domdekanat Bautzen unterstellt. Zuvor, im Jahr 1242, übereignete der König das Dorf Jauernick dem Kloster, wobei u. a. Hertwicus de Sprewemberch als Bürge mitwirkte.
Die Abtei erwarb in der Folge umfangreichen Grundbesitz, u. a. die Stadt und Herrschaft Ostritz sowie die halbe Herrschaft Rohnau. Dabei profitierte St. Marienthal auch von Zustiftungen des Adels der Umgebung, insbesondere der oben erwähnten Burggrafen von Dohna. Nachdem das Kloster bereits 1238 von der Niedergerichtsbarkeit befreit worden war, verlieh ihm König Johann von Böhmen 1346 auch die Hohe Gerichtsbarkeit. Die Nonnen betrieben auf einem Teil ihrer Güter Eigenwirtschaft. Ein Vogt, in der Regel ein Adliger der Umgebung, vertrat das Kloster in wirtschaftlichen und später auch in juristischen Angelegenheiten.
In den Hussitenkriegen wurde die Abtei 1427 zerstört. Bis zur Wiederherstellung 1452 musste der Konvent in seinem Haus in Görlitz ausharren. 1515, 1542 und – besonders verheerend – 1683 verursachten Brände erneut schwere Zerstörungen. 1685 begann der Wiederaufbau im barocken Stil. Der Nordische Krieg vertrieb die Nonnen 1707 erneut, dieses Mal nach Böhmen.
In den Zeiten der Reformation konnte es die Abtei nicht verhindern, dass zahlreiche Klosterdörfer evangelisch wurden. Dies führte zu der kuriosen Situation, dass der katholische Konvent als Patronatsherr evangelische Pfarrer einsetzen musste und selbst die Vögte des Klosters evangelisch waren. Auch in St. Marienthal fand die „Neue Lehre“ offenbar derartigen Widerhall, dass im 16. und 17. Jahrhundert drei Äbtissinnen abgesetzt werden mussten, wobei eine Umwandlung in ein weltliches Damenstift verhindert werden konnte. Während sich der Konvent in vorreformatorischer Zeit fast ausschließlich aus Oberlausitzer Adligen zusammensetzte, dominierten ihn nach der Reformation Bürgerliche. Die Äbtissinnen stammten oft aus Schlesien oder Böhmen. Die Visitationen übernahmen nach der Reformation die Äbte von Kloster Neuzelle bzw. von böhmischen Klöstern (Königsaal, Ossegg).
Der Traditionsrezess von 1635 und die Verfassung von 1831 sicherten der Abtei den Fortbestand sowie alle althergebrachten Rechte und Freiheiten auch unter sächsischer Herrschaft. Anfang des 19. Jahrhunderts war St. Marienthal Grundherrin in 21 Orten und vier weiteren Ortsteilen; noch im 20. Jahrhundert besaß es zahlreiche Patronatsrechte in umliegenden Orten. 1838 gründete das Kloster ein Waisenhaus und eine Schule, die 1938 zwangsweise schließen musste. Von Marienthal aus wurde 1901 das im Zuge der Josephinischen Reformen aufgelöste Kloster Porta Coeli in Mähren wieder begründet.

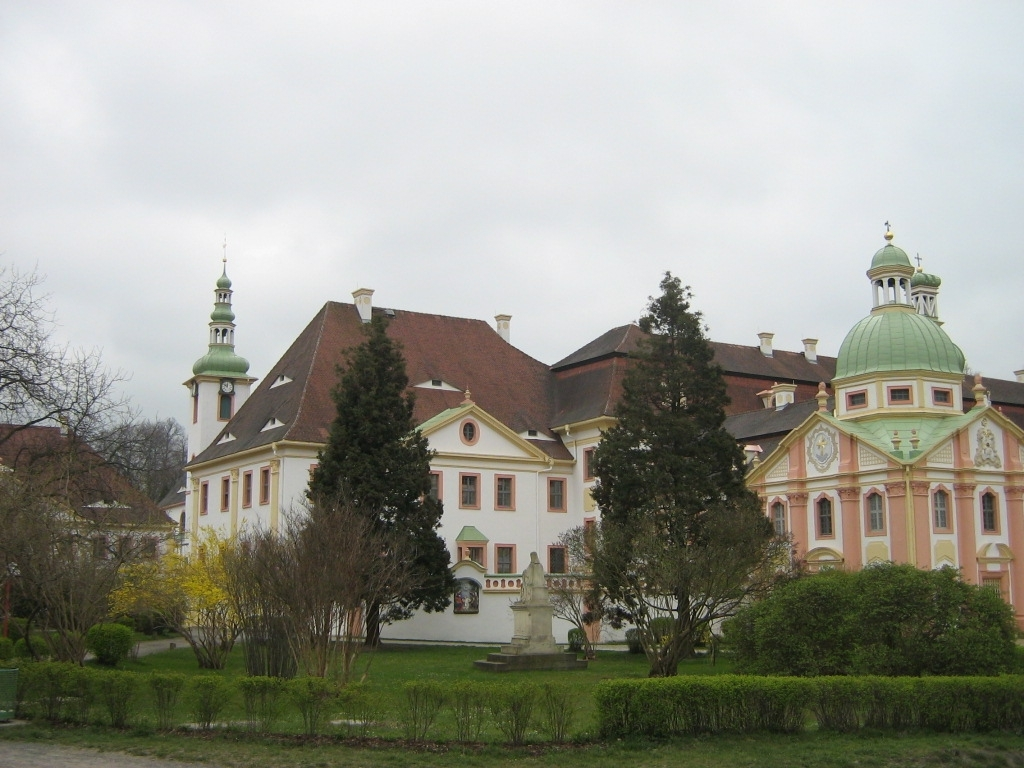
Kirche und Abtei

Die „große Wassernot“ in Sachsen 1897 wirkte sich auch in St. Marienthal verheerend aus; das Neiße-Hochwasser zerstörte v. a. die barocke Innenausstattung der Klosterkirche. Im Zweiten Weltkrieg wurde im Kloster u. a. ein Lazarett eingerichtet. Die Weigerung der Schwestern, das Kloster zu verlassen, verhinderte die Sprengung der Gebäude durch die SS am Ende des Krieges; lediglich die Neißebrücke wurde zerstört. Durch die neue Grenzziehung nach 1945 verlor die Abtei umfangreichen Besitz in jetzt polnischen Gebieten; die Enteignung des verbliebenen Eigentums im Zuge der Bodenreform konnte jedoch verhindert werden. Den Status einer öffentlich-rechtlichen Körperschaft, der von den nationalsozialistischen Machthabern aberkannt worden war, erhielt das Kloster 1952 zurück.
1955 richtete das Kloster das St.-Joseph-Pflegeheim für behinderte Frauen und Mädchen ein. 1979 folgte der Pater-Kolbe-Hof in Schlegel – ein Heim für behinderte Männer.
Zusammen mit 25.000 Menschen feierte der Konvent 1984 – noch unter sozialistischen Verhältnissen – sein 750-jähriges Bestehen, bevor das Wendejahr 1989 Freiheit und neue Handlungsspielräume eröffnete: 1992 gründete der Konvent das Internationale Begegnungszentrum St. Marienthal, das sich der Versöhnung und Verständigung im Dreiländereck widmet. Nachdem der Pater-Kolbe-Hof erweitert und saniert wurde, zogen auch die Frauen und Mädchen 1999 dort ein, St. Josef wurde zum Gästehaus umgebaut.
Der Konvent entschloss sich 2010 mit Zustimmung des zuständigen Bistums Dresden-Meißen, des Generalabts und der Glaubenskongregation in Rom, seine forst- und landwirtschaftlichen Flächen (ca. 800 ha, vor allem Wald) aufgrund einer hohen Schuldenlast zu verkaufen. Der Besitz war Gründungsausstattung des Klosters und gehörte diesem damit mehr als 750 Jahre. Käufer war eine auf Waldwirtschaft spezialisierte Gesellschaft, hinter der einige selbst Forstwirtschaft betreibende Adelsfamilien stehen und die nach 1989 bereits größere Flächen in den neuen Bundesländern erworben hatte. Mutmaßlich war an der Anbahnung des Handels auch die katholisch geprägte Familie Brenninkmeijer (Besitzer der Textilhandelskette C&A) beteiligt, die schon zu DDR-Zeiten das Kloster unterstützt hatte und der mit Theresa Brenninkmeijer damals eine Zisterzienserinnen-Äbtissin angehörte.
Nachdem seit 1989 zahlreiche Mittel und Anstrengungen in die Renovierung des Klosters gesteckt worden waren, richtete ein Neiße-Hochwasser im August 2010 verheerende Schäden an, die auf mehrere Millionen Euro geschätzt wurden. 2018 waren an der Kreuz- und Michaelskapelle die Hochwasserschäden behoben.
Bis 2014 gehörte die Abtei der 1923 gebildeten Böhmischen Zisterzienserkongregation vom „Reinsten Herzen Mariens“ (Congregatio Purissimi Cordis B.M.V.) an. Nach deren Auflösung wegen der Skandale in der 2013 aufgehobenen dänischen Zisterzienserinnenabtei Sostrup, ursprünglich eine Gründung des Marienthaler Tochterklosters Porta Coeli, wurde sie dem Generalabt des Zisterzienserordens direkt unterstellt und gehörte seitdem keinem ordensinternen Klosterverband mehr an, bis 2022 mit den Frauenklöstern Helfta und St. Marienstern sowie dem Männerkloster Langwaden die Zisterzienserkongregation der heiligen Gertrud der Großen errichtet wurde. Erster Präses wurde Pater Bruno Robeck, Prior von Langwaden.

## Gegenwart

### Konvent
Zum Konvent gehörten 2021 10 Schwestern. Äbtissin war seit 2016 Elisabeth Vaterodt, bis dahin Priorin des Klosters. Ihre Vorgängerin Regina Wollmann, die 1993 Pia Walter nachgefolgt war, trat mit Vollendung des 75. Lebensjahres im Januar 2016 als Äbtissin zurück. Elisabeth Vaterodt legte zu ihrem 69. Geburtstag am 2. Februar 2025 ihr Amt als Äbtissin nieder und verließ das Kloster; als Begründung gab sie interne Konflikte an. Ab dem 8. Februar 2025 fungiert Schwester Petra Articus, Altäbtissin der Abtei Seligenthal in Landshut, für drei Jahre als Administratorin des Klosters, in dem noch sechs Zisterzienserinnen und zwei Anwärterinnen leben; dabei wird sie von einem Finanzexperten unterstützt.
Die zehn Trappistinnen der Abtei Maria Frieden in Dahlem (Nordeifel), die ihr Kloster 2021 aufgeben wollten, weil es finanziell nicht mehr tragbar ist, prüften eine Übersiedlung in die Abtei St. Marienthal, wo sie in einer eigenen Klausur zusammenbleiben, aber mit den Zisterzienserinnen eine Gottesdienst- und Wirtschaftsgemeinschaft praktizieren könnten. Die Marienthaler Nonnen waren für eine solche klösterliche Gemeinschaft offen. Im Mai 2021 entschieden sich die Nonnen von Maria Frieden jedoch, die ehemalige Benediktinerinnenabtei Maria Heimsuchung in Kall-Steinfeld zu übernehmen, das wie Dahlem in der Eifel liegt.

### Tätigkeitsbereiche des Klosters
Die Abtei ist Träger des Pater-Kolbe-Hofs (Behindertenheim) mit 74 Bewohnern in Schlegel. Die zugehörige Werkstatt für behinderte Menschen bietet 30 Arbeitsplätze.
Das Internationale Begegnungszentrum bietet ein Seminar-Programm und in mehreren Gästehäusern Übernachtungsmöglichkeiten.

### Wirtschaftliche Probleme
Im Jahr 2010 trat die Neiße über die Ufer und verwüstete die barocke Anlage schwer. Der Schaden lag bei mehr als zwanzig Millionen Euro und war gerade erst behoben, als die Corona-Pandemie den Besucherbetrieb im Kloster zeitweise zum Erliegen brachte, was zu Einnahmeausfällen führte. Obwohl der Freistaat Sachsen das Kloster, das auch ein touristischer Anziehungspunkt ist, immer wieder finanziell unterstützt hat, fehlen nach Angaben der Abtei finanzielle Mittel in einem existenzgefährdenden Ausmaß. Die Altersrücklagen der im Jahr 2022 acht, meist alten Schwestern seien bereits zur Kostendeckung und Abgeltung von Krediten in Anspruch genommen worden. Das Kloster sah sich deshalb gezwungen, den Verkauf wertvoller historischer Handschriften und Bücher in die Wege zu leiten, darunter der reich illustrierte Marienthaler Psalter vom Beginn des 13. Jahrhunderts. Das Bistum Dresden-Meißen sieht sich wegen der Eigenständigkeit des Klosters nicht verpflichtet und im Übrigen selbst nicht in der Lage, weitere finanzielle Hilfe zu leisten. Historiker und das Sächsische Kultusministerium protestierten gegen einen Verkauf vor allem des Psalters, eines Werks von europäischem Rang. Die Äbtissin erklärte daraufhin, die Schwesterngemeinschaft sei bereit, gemeinsam mit weiteren Akteuren, die sich in der Frage zu Wort gemeldet hätten, nach einer Lösung zu suchen, um den Psalter in Sachsen zu halten. Daraufhin konnte der Freistaat Sachsen zusammen mit großen Förderpartnern ein Lösungsangebot zusammenstellen, um den drohenden Verkauf abzuwenden.

## Gebäude
Der weitläufige Klosterkomplex ist kulturhistorisch bedeutsam. Er umfasst die Konventsgebäude mit der Abtei als Wohnsitz der Äbtissin, die Klosterkirche, die Propstei (früher Wohnung des Propstes), die Kreuzkapelle und Nebengebäude wie eine Bäckerei, ein Sägewerk, eine ehemalige Mühle und eine Brauerei. Die klösterliche Braulizenz wurde 1998 an die Brauerei Münch-Bräu Eibau abgetreten, die nun das neue Klosterbier St. Marienthaler Klosterbräu „St. M“ herstellt.

## Gartenhof
In einem etwa 1.030 m² großen Gartenhof können über 40 der etwa 110 in der Bibel erwähnten Pflanzenarten gegen einen geringen Eintritt besichtigt werden. Er wurde in den Jahren 1998 und 1999 von langzeitarbeitslosen Frauen im Rahmen einer Arbeitsbeschaffungsmaßnahme angelegt.

## Trivia
- Im 19. Jahrhundert wurde in der Gruft eine der berühmtesten Sängerinnen Deutschlands beigesetzt, Henriette Sontag. Ihre Schwester Nina Sontag lebte seit 1846 in dem Kloster als Nonne und wurde 1879 auf dem Klosterfriedhof beigesetzt.

- Der zum Kloster gehörende Weinberg ist der östlichste Deutschlands.
- Die Klostergebäude waren 2019 Kulisse für den Fernsehkrimi „Wolfsland: Das heilige Grab“ (Erstausstrahlung am 28. November 2019, Das Erste).